# Præsident- og parlamentsvalget i Nigeria 2015
Parlamentsvalget i Nigeria 2015 blev afholdt den 28. marts 2015. På valg var landets præsident og 360 repræsentanter til Repræsentanternes Hus samt 109 til Senatet. Valget var det femte valg i Nigeria efter militærstyret ophørte i 1999.
Præsidentvalget blev vundet af Muhammadu Buhari over den siddende præsident, Goodluck Jonathan. Det var første gang i Nigerias historie, at en præsident er kommet til magten via et demokratisk valg.
Den 8. februar udskød den siddende præsident Goodluck Jonathan valget, der skulle være afholdt den 14. februar, til den 28. marts. Begrundelsen var en række voldsomme terrorangreb og konflikter med terrororganisationen Boko Haram. Landet har i flere år været præget af vold, og valget i 2011 blev også udsat på grund af volden i landet.

## Afholdelsen
Dagen før valgets afholdelse halshuggede Boko Haram 23 mennesker og brændte en landsby ned i Buratai, siden januar 2015 er flere tusinde mennesker blevet dræbt af Boko Haram, som også truede med at saboter valget. De udførte enkelte angreb på valgdagen i særligt den nordlige del af landet, men valget havde alligevel et stort fremmøde, og var i de andre dele af landet relativt fredeligt. I alt blev 41 mennesker dræbt på valgdagen af Boko Harem. Oppositionspolitikeren Umaru Ali blev skudt i et af angrebene.
Under valgkampen har de politiske partier og kandidater opfordret til et fredeligt valg.
Enkelte steder har der været tekniske problemer, de steder har folk dagen efter fået lov at stemme igen. Blandet andet på grund af den tekniske fejl kunne valgresultatet først offentliggøres tirsdag den 31. marts.

## Valgresultater
Valgobservatør var blevet udsendt fra Den Afrikanske Union, Commonwealth of Nations, Ecowas og Den Europæiske Union; og blev ledet af Amos Sawyer, Bakili Muluzi, John Kufuor,, Santiago Fisas Ayxela og flere.
FN-generalsekretær Ban Ki-moon lykønskede borgerne og regeringen for at føre en fredelig og ordentlig valg.

### Præsidentvalget
|                   |          |  |        |        |
| Jonathan          | Jonathan |  | 53.96% | 53.96% |
| Buhari            | Buhari   |  | 44.96% | 44.96% |
| Margin: 2.571.759 |          |  |        |        |

| Kandidater                                                                           | Kandidater                      | Parti                           | Stemmer    | %     |
| ------------------------------------------------------------------------------------ | ------------------------------- | ------------------------------- | ---------- | ----- |
|                                                                                      | Muhammadu Buhari                | All Progressives Congress       | 15.424.921 | 53,96 |
|                                                                                      | Goodluck Jonathan               | People's Democratic Party       | 12.853.162 | 44,96 |
| Ugyldige/blanke stemmer                                                              | Ugyldige/blanke stemmer         | Ugyldige/blanke stemmer         | 844.519    |       |
| Total                                                                                | Total                           | Total                           | 29.432.083 | 100   |
| Registrerede vælgere/deltagelse                                                      | Registrerede vælgere/deltagelse | Registrerede vælgere/deltagelse | 67.422.005 | 43,65 |
| Kilde: INEC Arkiveret 29. marts 2017 hos Wayback Machine (36 stater + FCT reporting) |                                 |                                 |            |       |

### Nationalforsamling
| Parti                           | Parti                     | Mandater | +/– |
| ------------------------------- | ------------------------- | -------- | --- |
|                                 | People's Democratic Party |          |     |
|                                 | All Progressives Congress |          |     |
| Ugyldige/blanke stemmer         |                           |          |     |
| Total                           | Total                     | 360      | –   |
| Registrerede vælgere/deltagelse |                           |          |     |
| Kilde: INEC                     |                           |          |     |

### Senatet
| Parti                           | Parti                     | Pladser | +/– |
| ------------------------------- | ------------------------- | ------- | --- |
|                                 | People's Democratic Party |         |     |
|                                 | All Progressives Congress |         |     |
| Ugyldige/blanke stemmer         |                           |         |     |
| Total                           | Total                     | 109     | –   |
| Registrerede vælgere/deltagelse |                           |         |     |
| Kilde: INEC                     |                           |         |     |